# 德拉瓦河畔斯雷迪什切市鎮

德拉瓦河畔斯雷迪什切市镇於斯洛維尼亞的位置

德拉瓦河畔斯雷迪什切市镇是斯洛文尼亞東北部的一個市镇，行政中心为德拉瓦河畔斯雷迪什切。面積32.44平方公里，2002年人口2307。人口密度約71人/km2。

## 外部連結
- 官方网站  （斯洛文尼亚文）
- Municipality of Središče ob Dravi on Geopedia （页面存档备份，存于）